# Temnodontosaurus
A Temnodontosaurus a hüllők (Reptilia) osztályának fosszilis Ichthyoszauruszok (Ichthyosauria) rendjébe, ezen belül a Temnodontosauridae családjába tartozó egyetlen nem.

## Tudnivalók
A Temnodontosaurus a kora jura idő egyik halgyíkja. Az állat 198-185 millió évvel élt ezelőtt, a Hettangi és a Toarci korszakokban. A Temnodontosaurust Angliában és Németországban találták meg. E hüllőnem legnagyobb képviselői elérték a 12 méteres hosszúságot.
A Temnodontosaurus-fajok szemei, körülbelül 20 centiméter átmérőjűek voltak, így a gerincesek között nekik lehetett a legnagyobb szeme. Az állatok jó úszók voltak, és a jura kori tengerek mély pontjaira is lemerültek, hogy elkaphassák zsákmányukat.

## Rendszerezés
A nembe az alábbi fajok tartoznak:
- Temnodontosaurus acutirostris
- Temnodontosaurus azerguensis Martin et al., 2012
- Temnodontosaurus eurycephalus
- Temnodontosaurus nuertingensis
- Temnodontosaurus platyodon Conybeare, 1822 - típusfaj
- Temnodontosaurus trigonodon